# Eleuthemis buettikoferi
Eleuthemis buettikoferi es una de las especies de libélula del género Eleuthemis, en la familia Libellulidae. Habita en Angola, Camerún, República Centroafricana, República Democrática del Congo, Costa de Marfil, Guinea Ecuatorial, Gabón, Ghana, Guinea, Liberia, Mozambique, Nigeria, Sierra Leona, Tanzania, Togo, Uganda, Zambia y Zimbabue.